# Zdeněk Zlámal
Zdeněk Zlámal, född den 5 november 1985, är en tjeckisk fotbollsmålvakt som för närvarande spelar för Heart of Midlothian.